# Юніон (Іллінойс)
Юніон (англ. Union) — селище (англ. village) в США, в окрузі Макгенрі штату Іллінойс. Населення — 551 особа (2020).

## Географія
Юніон розташований за координатами 42°13′53″ пн. ш. 88°32′41″ зх. д. / 42.23139° пн. ш. 88.54472° зх. д. (42.231406, -88.544693).  За даними Бюро перепису населення США в 2010 році селище мало площу 2,15 км², уся площа — суходіл.

## Демографія
Згідно з переписом 2010 року, у селищі мешкало 580 осіб у 223 домогосподарствах у складі 159 родин. Густота населення становила 270 осіб/км².  Було 230 помешкань (107/км²).
Расовий склад населення:
| - 97,1 % — білих - 1,0 % — азіатів - 0,7 % — чорних або афроамериканців - 0,2 % — корінних американців |

До двох чи більше рас належало 0,7 %. Частка іспаномовних становила 4,0 % від усіх жителів.
За віковим діапазоном населення розподілялося таким чином: 24,0 % — особи молодші 18 років, 62,7 % — особи у віці 18—64 років, 13,3 % — особи у віці 65 років та старші. Медіана віку мешканця становила 39,7 року. На 100 осіб жіночої статі у селищі припадало 102,8 чоловіків;  на 100 жінок у віці від 18 років та старших — 102,3 чоловіків також старших 18 років.
Середній дохід на одне домашнє господарство  становив 70 315 доларів США (медіана — 64 688), а середній дохід на одну сім'ю — 83 114 долари (медіана — 80 313). Медіана доходів становила 57 500 доларів для чоловіків та 37 813 долари для жінок. За межею бідності перебувало 4,3 % осіб, у тому числі 0,0 % дітей у віці до 18 років та 16,7 % осіб у віці 65 років та старших.
Цивільне працевлаштоване населення становило 268 осіб. Основні галузі зайнятості: освіта, охорона здоров'я та соціальна допомога — 20,1 %, мистецтво, розваги та відпочинок — 19,4 %, виробництво — 12,7 %, роздрібна торгівля — 9,7 %.